# 무미랑전기
무미랑전기(武媚娘傳奇), 영어: The Empress of China)는 2014년 12월에 첫방송된 중국의 시대극이다. 원래 회차는 96부작으로 기획되어 있으나, 대한민국의 중화TV에서는 선정성 문제, 스토리 전개 문제 등을 이유로 14편 줄인 82부작으로 편성, 방영하였던 것으로 보인다.

## 방송

### 첫방송
| 채널                        | 소재지   | 방송 날짜        | 방송 시간                            | 비고            |
| --------------------------- | -------- | ---------------- | ------------------------------------ | --------------- |
| 후난위성텔레비전            | 중국     | 2014년 12월 21일 | 매일 19:30 3회 연속 방송 (금/토 1회) |                 |
| 저장 위성 텔레비전          | 중국     | 2015년 1월 14일  | 매일 19:30 2회 연속 방송             |                 |
| CTV, 중천톈엔터테인먼트채널 | 대만     | 2015년 4월       |                                      |                 |
| 비취채널 HD비취채널         | 홍콩     | 2015년           |                                      |                 |
| 중화TV CJ E&M               | 대한민국 | 2016년 3월 14일  | 평일 22:00에 본방                    | 82부작으로 편성 |

## 등장 인물
- 판빙빙 : 무조 역
- 장펑이 : 이세민 역
- 리즈팅 : 이치 역
- 장쥔닝 : 서혜 역
- 장딩한(张定涵) : 장손황후/정완언(鄭婉言) 역
- 왕회춘(王绘春):장손무기(長孫無忌)역
- 장정(張庭) : 위귀비(韋貴妃) 역
- 왕진:춘영 역
- 저우하이메이(周海媚) : 양숙비(楊淑妃) 역
- 진자함(陳紫函):양청현 역
- 장퉁(张彤) : 은덕비(殷德妃) 역
- 도려만(涂黎曼):유난훤 역
- 리리런(李李仁) :상산왕 폐황태자 이승건(常山王 廢皇太子 李承乾) 역
- 위왕 이태(魏王 李泰)
- 이해(李解) : 이각(李恪) 역
- 장신위(張馨予): 소숙비(蕭淑妃) 역
- 시시(施诗): 왕황후(王皇后)역
- 마쓰춘:위국부인 하란씨 (魏國夫人)

- 손가기(孙佳奇) : 소장 역
- 강복진(康福震):당 의종 이홍(李祐) 역
- 왕문걸(王文杰):장회태자 이현(李賢)역